# Sagenotriphora
Sagenotriphora is een geslacht van slakken uit de familie van de Triphoridae. De wetenschappelijke naam van het geslacht werd voor het eerst geldig gepubliceerd in 1983 door Marshall.

## Soorten
- Sagenotriphora albocaput M. Fernandes & Pimenta, 2020
- Sagenotriphora ampulla (Hedley, 1903)
- Sagenotriphora candidula Rolán & H. G. Lee, 2008
- Sagenotriphora osclausum (Rolán & Fernández-Garcés, 1995)